# Amir Zaibi
 (décembre 2019).
Amir Zaibi, né le 22 mai 1988, est un grand maître international d'échecs tunisien.

## Biographie et carrière
Il est six fois champion de Tunisie dans les catégories jeunes, de la catégorie des moins de 12 ans jusqu'à la catégorie des moins de 20 ans. Il est également titulaire du palmarès suivant :
- Deux médailles d'argent en championnats arabes (catégories jeunes) en 2004 et 2008 ;
- Champion de Tunisie en 2012, 2017, 2018, 2019, 2020 et 2022 ;
- Champion d'Afrique du Nord (tournoi zonal, zone 4.1) en 2015 ;
- Meilleur score olympique de l'histoire tunisienne avec 8,5/11 (troisième meilleur score à l'Olympiade d'échecs de 2018) ;
- Trois médailles d'or au championnat arabe des villes 2019 (meilleur joueur, meilleur joueur sur la table et meilleure équipe).

Joueur de l'équipe nationale tunisienne à partir de 2000, Amir Zaibi participe à la coupe du monde 2015, mais est battu par Fabiano Caruana au premier tour.
Il remporte le titre de champion arabe individuel 2019 à Mostaganem en Algérie, le 4 décembre 2019, et obtient alors le titre de grand maître international, devenant le troisième joueur d'échecs tunisien à obtenir ce titre après Slim Belkhodja en 1993 et Slim Bouaziz en 2002.